# Max Weber
Maximilian Carl Emil "Max" Weber (født 21. april 1864 i Erfurt, død 14. juni 1920 i München) var en tysk økonom og sociolog.
Han er en af sociologiens grundlæggere. Webers vigtigste værker omhandler religionssociologi og politisk sociologi, men han skrev også om økonomi. Weber har bl.a. defineret en stat som "En enhed, der har monopol på den legitime brug af fysisk magt" (af og til oversat som "fysisk vold"), en definition, der er grundlæggende i vestlig samfundsvidenskab og statskundskab. Webers mål var at afdække hvilke faktorer der lå bag den vestlige verdens særlige udvikling, som havde grundlagt den moderne kapitalisme. Hans fokus var
kapitalismens fremvækst og succes. Religionens fortryllelse var ifølge hans analyse afløst af et rationalitetens ”jernbur”, hvor effektivitet og bureaukrati sikrede den fortsatte vækst.

## Politisk sociologi
Max Weber betragtes som en af de mest betydningsfulde samfundsforskere i nyere tid. Weber var med sin videnskabelige orientering og analytiske evne banebrydende indenfor en række af samfundsvidenskabens centrale arbejdsområder. Ifølge Weber, er det ikke bare sociologiens opgave at finde regelmæssige træk ved menneskelige handlinger, som de optræder i forskellige samfund og kulturer, men også at forstå det meningsindhold og de værdier, der ligger til grund for dem.
Weber anvendte begreberne aktuel forståelse  og forklarende forståelse  til at afklare meningsindholdet i handlinger.
1. En aktuel forståelse opnås enten gennem kendskab til reglerne for en bestemt handletype, eller gennem indlevelse i emotionelle udtryk.
2. En forklarende forståelse opnås gennem kendskab til motiverne bag handlinger.

### Rationalitet
Weber anvendte to forskellige kriterier for rationalitet. De traditionelle handlinger er værdirationelle og affektive, dvs. normative valg, der begrunder handlingen. De moderne handlinger er målrationelle og strategiske, dvs. aktørernes overvejelser over, hvilke midler der er mest effektive til at indfri et givent mål. Rationaliseringen er knyttet til videnskabens udvikling, som samtidig har ført til en ”affortryllelse af verden”. Den moderne videnskab forstår verden som et sæt målbare resultater, og denne forudsigelighed skaber dermed et nyt verdensbillede sammenlignet med det tidligere ikke-videnskabelige verdensbillede. Hvis dette verdensbillede forstener, er resultatet et ”rationalitetens jernbur”, som består af ”mennesker uden ånd” . Det er en udvikling som ifølge Weber har ført til at mennesket ikke længere har en tro på fundamentale værdier, men selv må vælge sine værdier. En af følgerne heraf er, at beslutninger skal legitimeres for at kunne accepteres som gyldige.

## Religionssociologi
Webers hovedværk, Den protestantiske etik og kapitalismens ånd, har haft afgørende betydning for forståelsen af fremkomsten af den moderne vestlige kapitalisme og dennes selvmodsigelser; lystbetonet forbrugersamfund kombineret med protestantisk arbejdsetik.
De fortrinsvis europæiske protestantiske kulturer adskiller sig fra andre samfund ved disse faktorer:
1. Videnskaben er baseret på naturvidenskab og empirisk viden.
2. Kunstens videnskabeliggørelse, fx med udviklingen af nodesystem, anvendelse af det gotiske hvælv og bogtrykkerkunsten
3. Administrationen, der er rationel, systematisk og specialiseret og udøves af uddannede fagfolk.
4. Staten, opbygget som et system med en rationelt fastlagt ’forfatning’, og en forvaltning bestående af fagkyndige embedsmænd.
5. Systematisk anvendelse af teknik.[5]

Det er især hans påvisning af sammenhængen mellem et protestantisk nøjsomhedsideal og den nødvendige akkumulation af kapital op til iværksættelsen af kapitalismen, der har influeret senere socialvidenskabelige arbejder; men også hans skelnen mellem ansvarsetik og moralsk etik var banebrydende. Ansvarsetikken fordrer, at et dilemma løses, således at flest mulige opnår fordel af en beslutning eller en handling, mens moralsk etik knytter sig til valget af handlinger, der er i overensstemmelse med "det gode"

## Videnskabelige resultater
Max Weber regnes med Karl Marx og Émile Durkheim som fadder til moderne sociologi. Weber var anti-positivist og bekendte sig til den hermeneutiske tradition. Hans arbejde var stærkt medvirkende til den antipositivistiske tradition i samfundsvidenskaberne, der lagde vægt på forskellen på samfundsvidenskab og naturvidenskab. Ifølge Weber kan der ikke etableres en objektiv videnskabelig analyse af kulturelle forhold, fordi forskeren altid tilskriver de fænomener, han studerer, kulturel mening. Weber fastholder dog samtidig, at der altid kan foretages en principiel sondring mellem erkendelsen af ’det der er’ og ’det der bør være’.
Max Weber benyttede blandt andet idealtype-bestemmelser i samfundsvidenskaberne, og brugte dem til at beskrive karakteristika ved kapitalismen, ved protestantismen ved bureaukrater og meget andet. Metoden benyttes stadig af tilhængere af den hermeneutiske tradition.

## Værker
Af væsentlige værker kan nævnes:
- 1904: Objektiviteten i Samfundsvidenskaberne (Die 'Objektivität' sozialwissenschaftlicher und sozialpolitischer Erkenntnis)
- 1904: Den protestantiske etik og kapitalismens ånd , Kbh. 1995 (Originaltitel: Die protestantische Ethik und der Geist des Kapitalismus)
- 1922 (posthumt) Økonomi og samfund (Wirtschaft und Gesellschaft)

På dansk er udkommet et fyldigt udvalg af Max Webers tekster:
- Heine Andersen (red.), Max Weber – Udvalgte tekster, bind 1-2, Gyldendal, 2003. ISBN 978-87-412-2554-8.